# 黑车 (2020年电影)
《黑车》是一部马来西亚的黑白电影。由马来西亚新晋导演慕扎末·拉曼（Muzzamer Rahman）自编自导，阿米鲁·阿芬迪、林美芬、博朗·帕拉雷、莎丽花·阿玛妮等人联合主演。电影曾先后参加意大利及多伦多影展。

## 演员阵容
- 阿米鲁·阿芬迪 饰演 阿曼（Aman），巫裔男子
- 林美芬 饰演 贝拉，华裔女子
- 博朗·帕拉雷
- 莎丽花·阿玛妮
- 南农
- 周坚华